# Cap Éminé

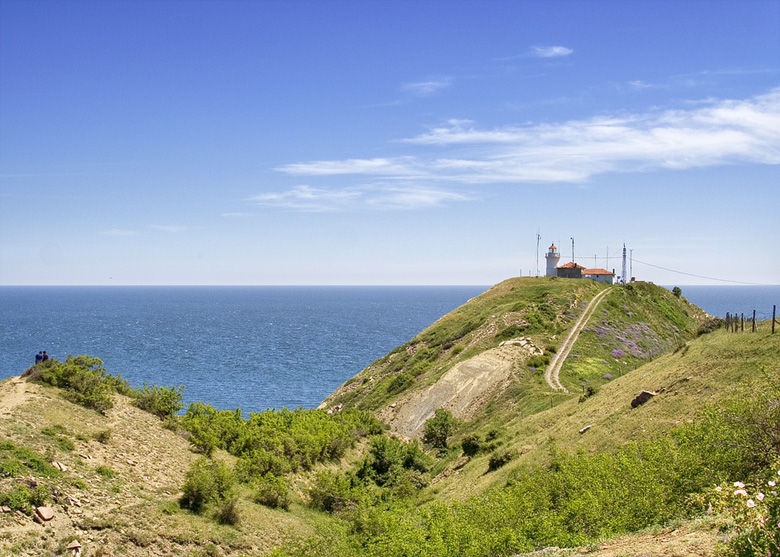
Le cap Éminé

Le cap Éminé (en bulgare Емине) est un cap situé dans l'est de la Bulgarie, au milieu de la façade maritime du pays. Il constitue l'ultime avancée du massif du Grand Balkan à l'est et s'effondre dans la mer Noire.
Il se trouve à 54 km au nord-est de Bourgas et à 79 km au sud de Varna, qui sont les deux grandes agglomérations du rivage bulgare, ainsi qu'à 15 km au nord-est de la ville touristique de Nessebar. Le cap est, également, l'aboutissement de la Route européenne pédestre 3.

## Histoire
Le nom du Cap Éminé provient du nom (grec ancien Αίμος / Aimos) qui désignait la chaîne du Grand Balkan. Ce dernier a donné son nom à une ancienne cité fortifiée dont les restes ont été découverts lors des travaux de construction du phare sur le cap Éminé. Il subsiste, de nos jours, un village nommé Émona et situé à 2 km au nord-ouest du cap.

## Liens
Photos du cap Éminé.